# فرنسا الصغيرة
 فرنسا الصغيرة هو لقب يطلق على الحي التاريخي لمدينة ستراسبورغ الفرنسية، يقع هذا الحي على ضفة النهر الكبير للمدينة ولقد صنف سنة 1988 من مآثر التاريخية العالمية من طرف المنظمة العالمية لتراث.
بني هذا الحي اواخر القرن الخامس عشر لترحيب بآلجنود العائدين من الحملة الإيطالية ،كانت المدينة تحتضن العديد من المدابغ. كما انها تتوفر على العديد من المناظر الخلابة، يعرف هذا الحي شعبية كبيرة بحيث أن السياح يتوافدون عليه من مختلف بلدان العالم، لها مميزات عديدة منها الحفاظ على المنازل الخشبية و المطاعم التقليدية.

## معرض صور

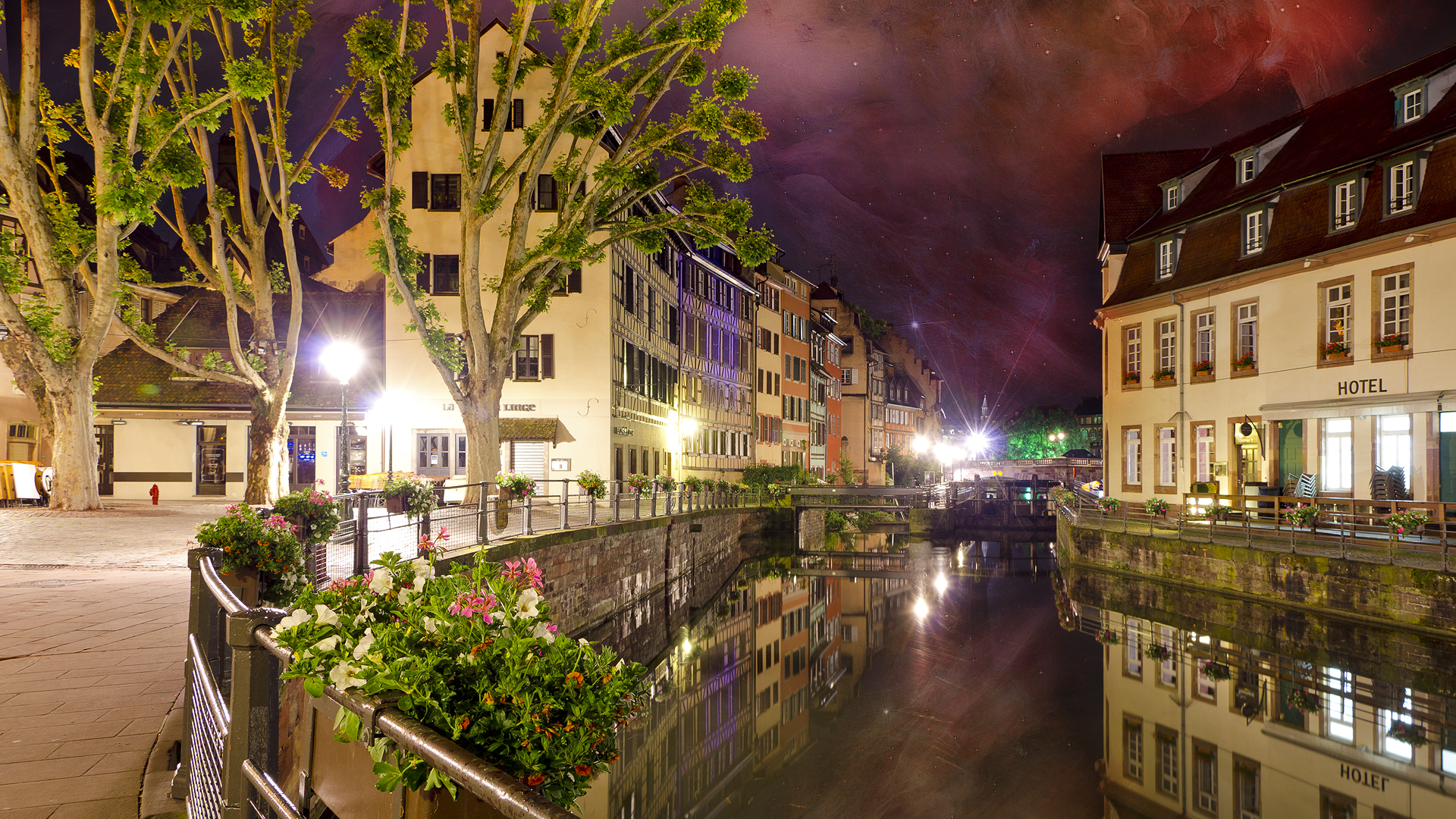
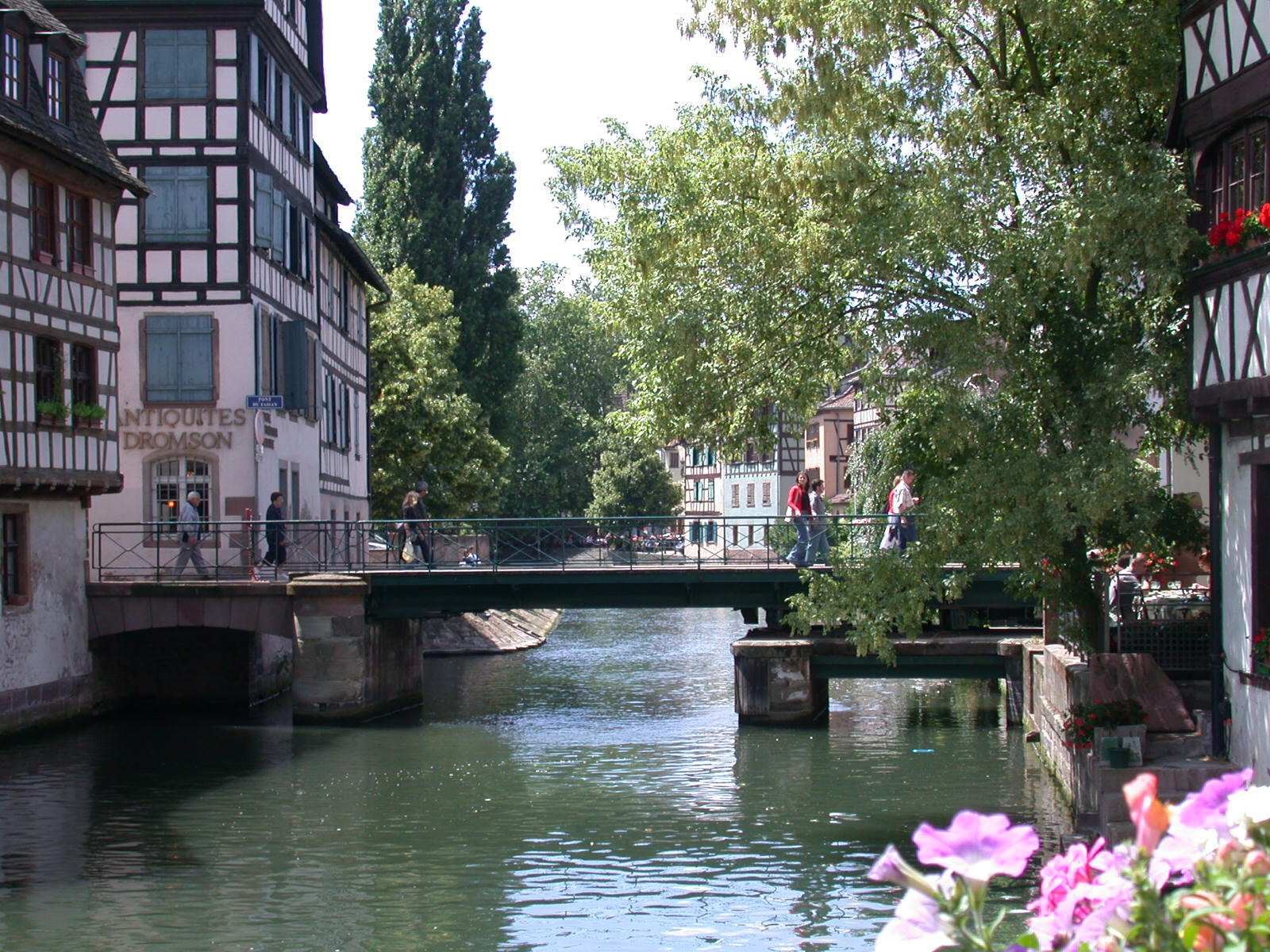
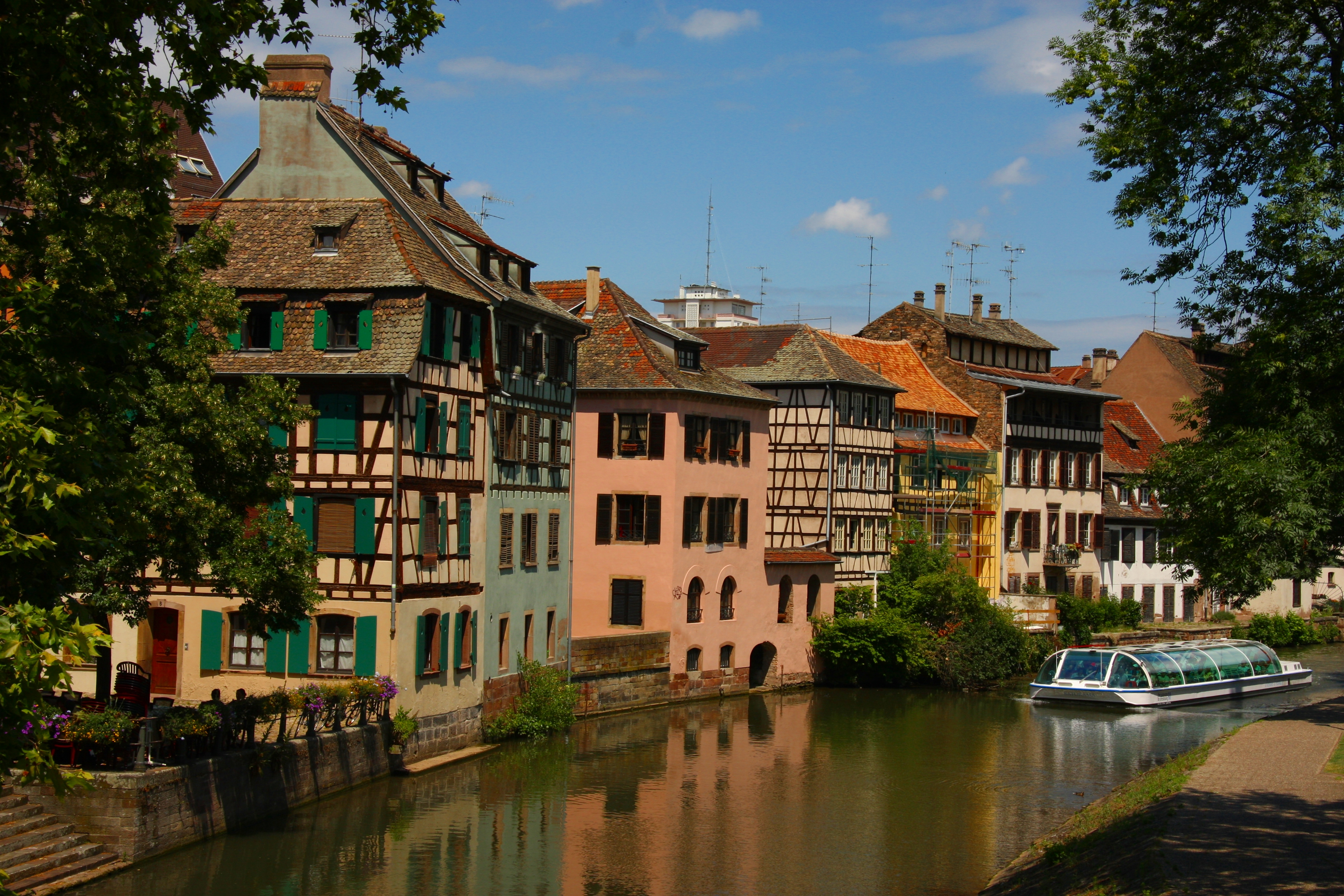
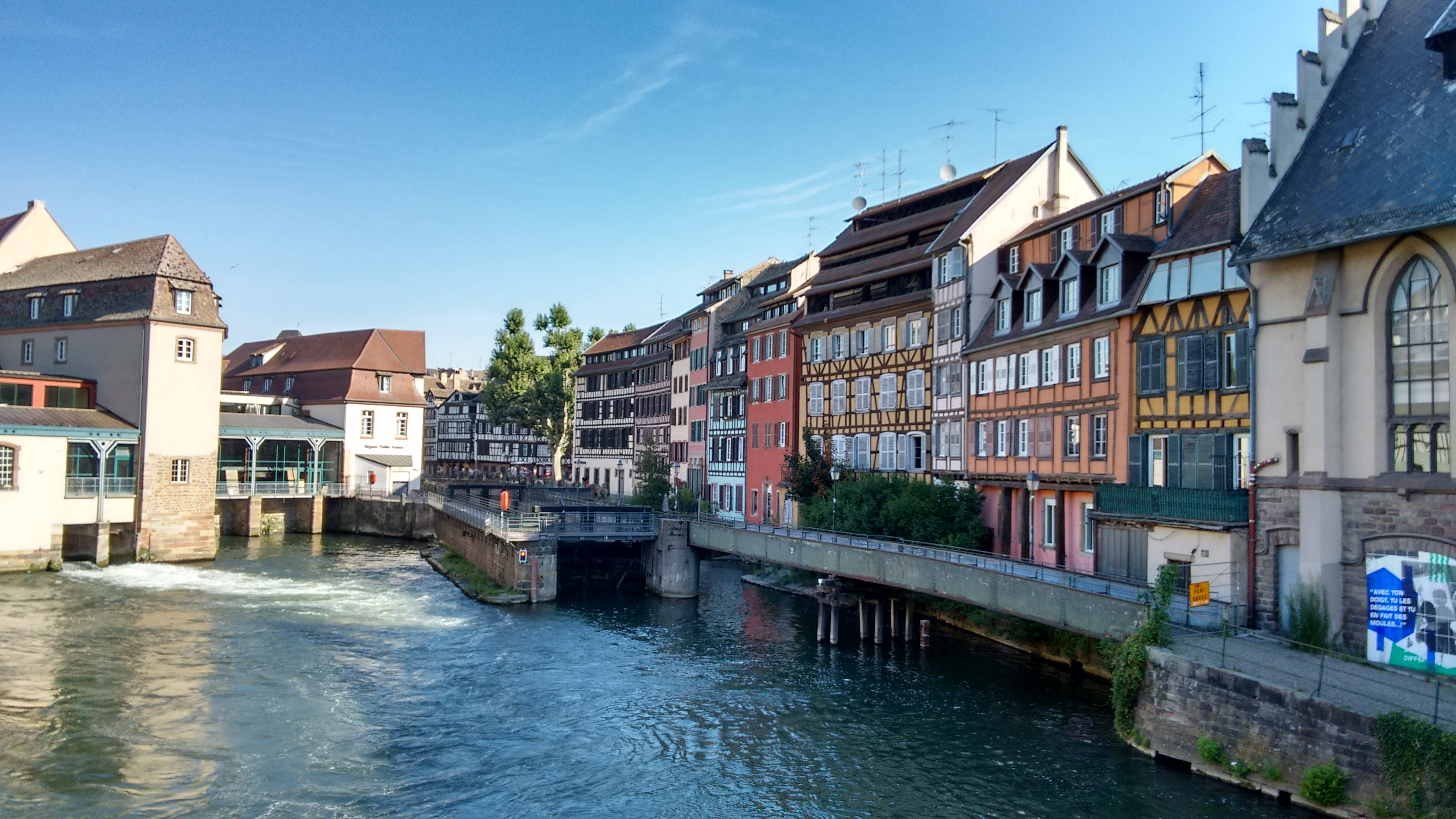
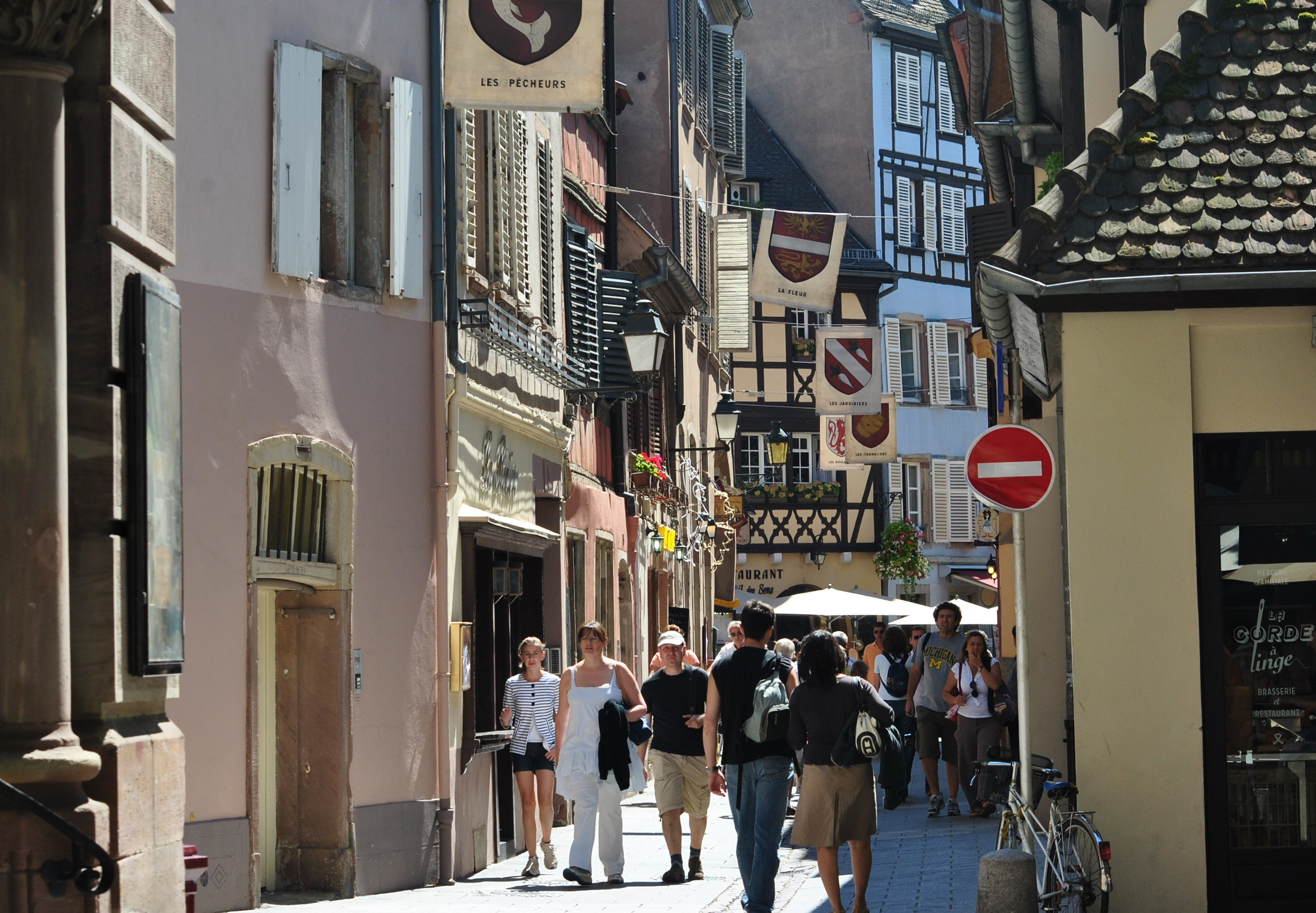